# Doberschau-Gaußig

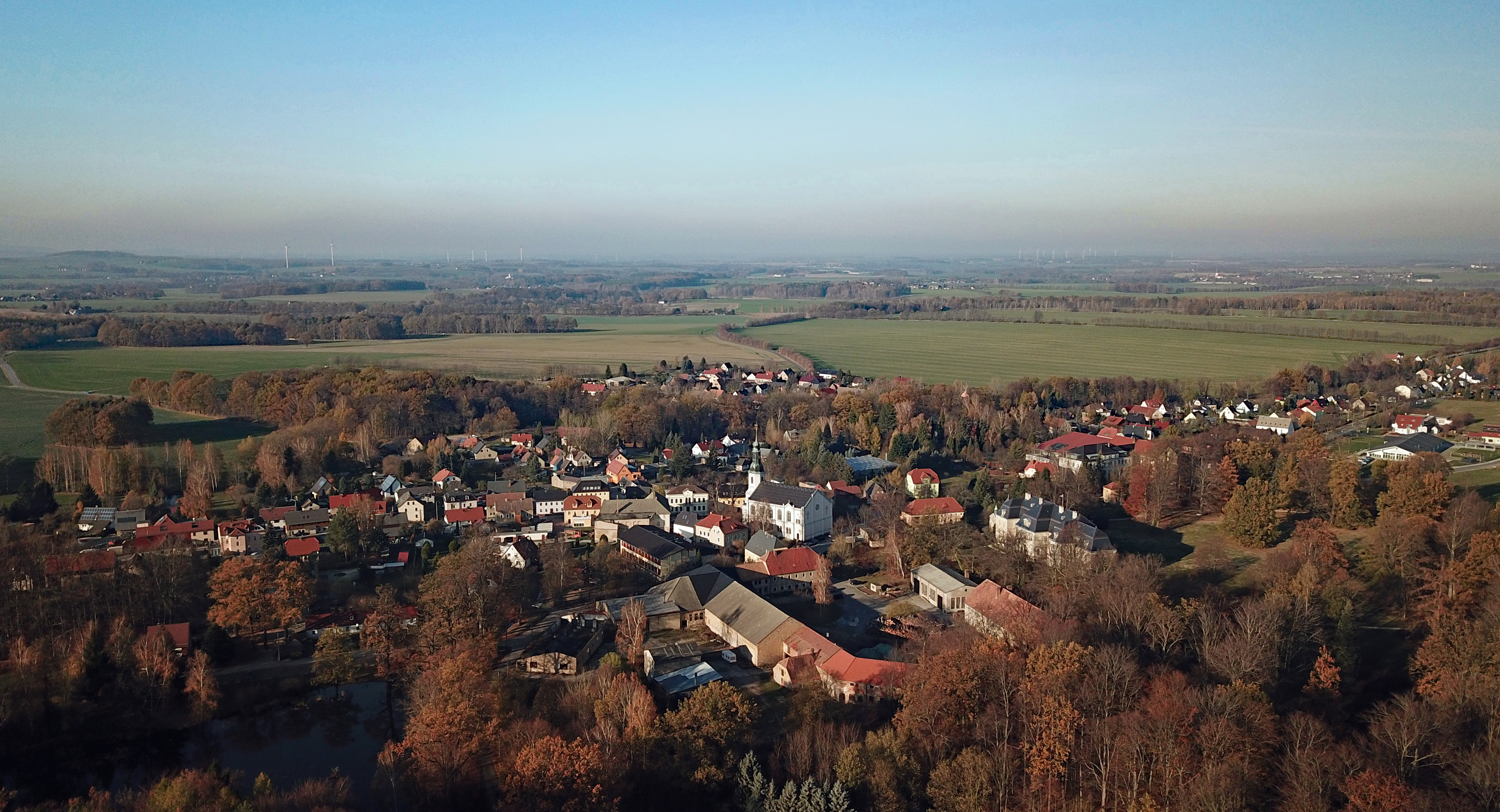
Gaußig im Luftbild

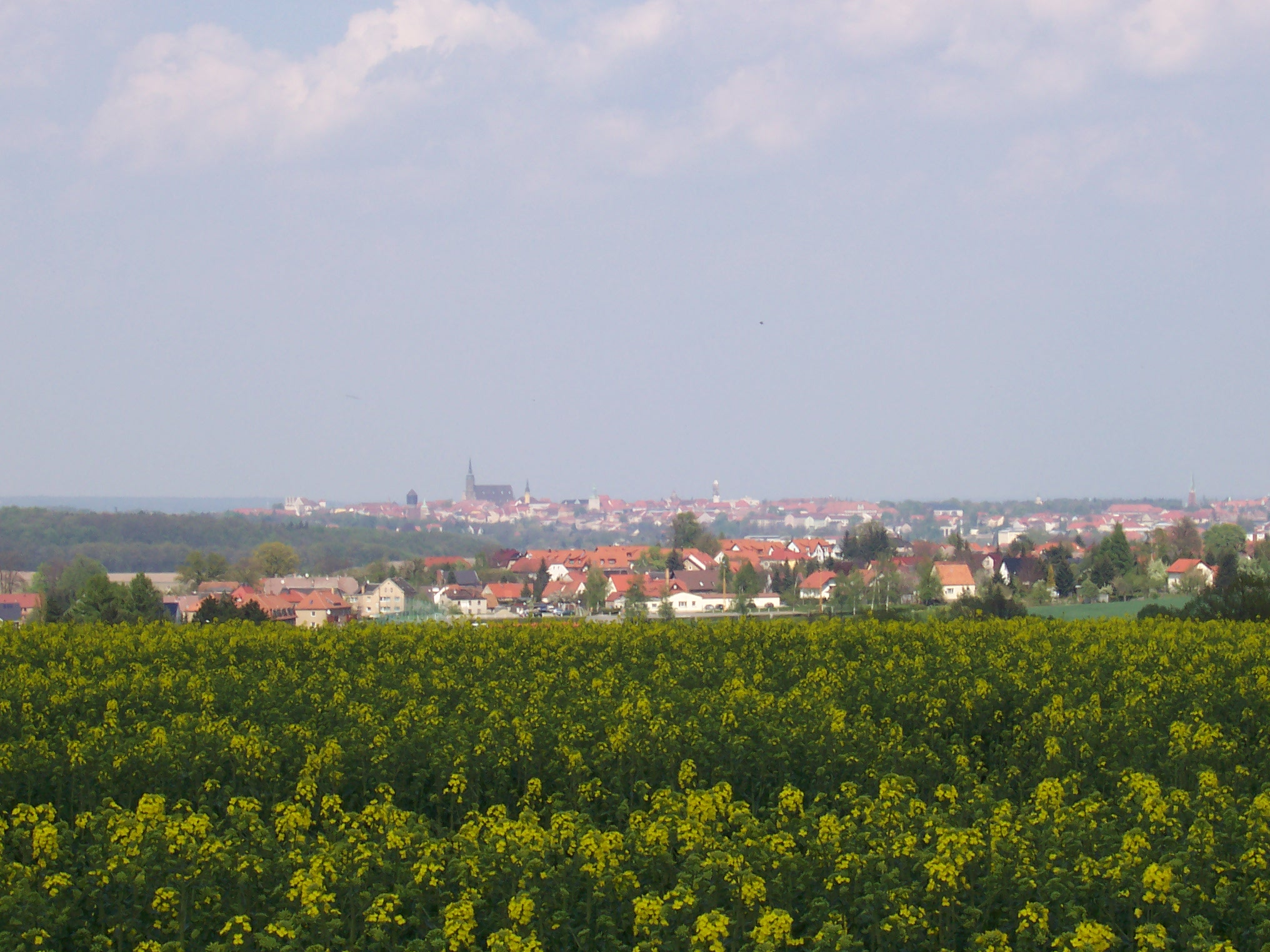
Blick über den Ortsteil Doberschau, im Hintergrund die Stadt Bautzen

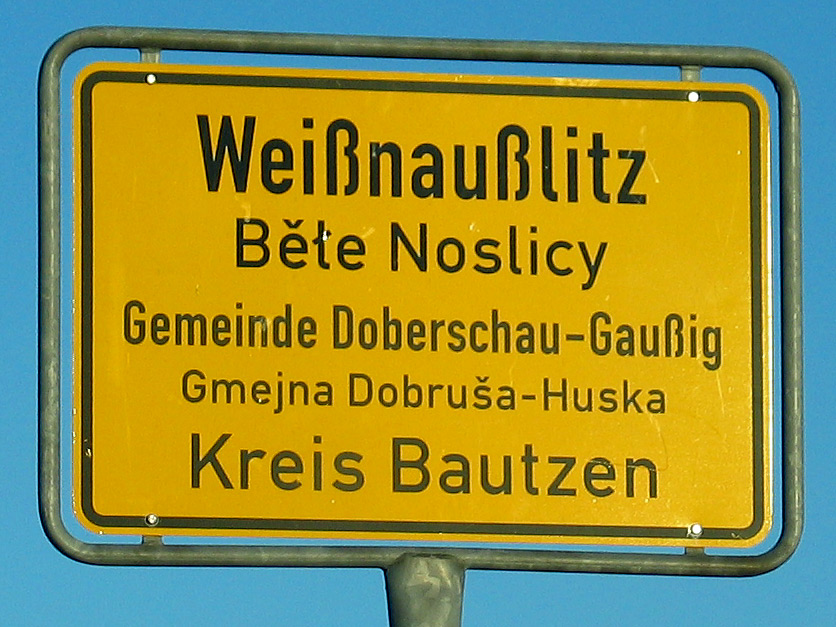
Zweisprachiges, besonders ausführlich beschriftetes Ortsschild des Ortsteils Weißnaußlitz

Doberschau-Gaußig, sorbisch Dobruša-Huskaⓘ, ist eine nach den beiden Orten Doberschau und Gaußig benannte Gemeinde im Landkreis Bautzen in der sächsischen Oberlausitz.

## Geografie
Doberschau liegt etwa vier, Gaußig etwa 9 km südwestlich der Großen Kreisstadt Bautzen am Nordrand des Lausitzer Berglandes.

### Nachbargemeinden
|                  | Göda                                        | Bautzen   |
| Demitz-Thumitz   | Kompassrose, die auf Nachbargemeinden zeigt | Obergurig |
| Schmölln-Putzkau | Neukirch/Lausitz                            | Wilthen   |

Alle umliegenden Gemeinden zählen zum Landkreis Bautzen.

### Ortsgliederung
Die Gemeinde gliedert sich in 21 Ortsteile (Einwohnerzahlen vom 31.12. des Jahres):
| Ortsteile                                         | 1999 | 2000 | 2005 | 2010 | 2015 | 2020 | 2021 | 2022 | 2023 |
| ------------------------------------------------- | ---- | ---- | ---- | ---- | ---- | ---- | ---- | ---- | ---- |
| Arnsdorf (Warnoćicy)                              | 0167 | 0168 | 0163 | 0144 | 0155 | 0143 | 0146 | 0153 | 0142 |
| Brösang (Brězynka)                                | 0067 | 0067 | 0067 | 0071 | 0054 | 0052 | 0052 | 0056 | 0058 |
| Cossern (Kosarnja)                                | 0083 | 0086 | 0088 | 0086 | 0082 | 0079 | 0080 | 0080 | 0075 |
| Diehmen (Demjany)                                 | 0260 | 0273 | 0256 | 0231 | 0209 | 0185 | 0184 | 0187 | 0181 |
| Doberschau (Dobruša)                              | 1325 | 1315 | 1232 | 1185 | 1154 | 1174 | 1172 | 1171 | 1172 |
| Drauschkowitz (Družkecy)                          | 0084 | 0081 | 0079 | 0068 | 0069 | 0074 | 0076 | 0074 | 0077 |
| Dretschen (Drječin)                               | 0122 | 0129 | 0121 | 0114 | 0108 | 0107 | 0104 | 0109 | 0107 |
| Gaußig (Huska)                                    | 0610 | 0646 | 0608 | 0611 | 0614 | 0619 | 0625 | 0623 | 0628 |
| Gnaschwitz (Hnašecy)                              | 0381 | 0374 | 0343 | 0328 | 0317 | 0313 | 0308 | 0299 | 0306 |
| Golenz (Holca)                                    | 0115 | 0113 | 0100 | 0098 | 0105 | 0093 | 0090 | 0095 | 0091 |
| Grubschütz (Hrubjelčicy)                          | 0278 | 0283 | 0267 | 0263 | 0259 | 0278 | 0283 | 0279 | 0284 |
| Günthersdorf (Hunćericy)                          | 0106 | 0105 | 0101 | 0106 | 0108 | 0099 | 0097 | 0092 | 0094 |
| Katschwitz (Kočica)                               | 0049 | 0049 | 0043 | 0043 | 0042 | 0037 | 0041 | 0042 | 0039 |
| Naundorf (Nowa Wjes)                              | 0391 | 0381 | 0368 | 0365 | 0324 | 0331 | 0331 | 0325 | 0314 |
| Neu-Diehmen (Nowe Demjany)                        | 0038 | 0033 | 0043 | 0040 | 0031 | 0038 | 0038 | 0042 | 0035 |
| Neu-Drauschkowitz (Nowe Družkecy)                 | 0042 | 0040 | 0035 | 0035 | 0034 | 0034 | 0034 | 0033 | 0030 |
| Preuschwitz (Přišecy)                             | 0064 | 0059 | 0057 | 0051 | 0061 | 0055 | 0060 | 0066 | 0067 |
| Schlungwitz (Słónkecy)                            | 0505 | 0464 | 0334 | 0229 | 0222 | 0215 | 0206 | 0215 | 0249 |
| Techritz (Ćěchorjecy)                             | 0111 | 0113 | 0100 | 0086 | 0090 | 0093 | 0093 | 0093 | 0093 |
| Weißnaußlitz (Běłe Noslicy)                       | 0096 | 0098 | 0086 | 0078 | 0083 | 0090 | 0087 | 0091 | 0085 |
| Zockau (Cokow)                                    | 0126 | 0116 | 0107 | 0109 | 0105 | 0085 | 0092 | 0093 | 0094 |
| Gemeinde Doberschau-Gaußig (Gmejna Dobruša-Huska) | 5020 | 4993 | 4598 | 4341 | 4244 | 4194 | 4199 | 4218 | 4222 |

Abgesehen von Naundorf und Cossern zählen alle Ortsteile zum amtlichen sorbischen Siedlungsgebiet.

## Geschichte
Der Ort Doberschau wurde 1241 erstmals in der Oberlausitzer Grenzurkunde erwähnt. Südlich von Doberschau liegt an der Spree die Doberschauer Schanze, die früher als Wallburg den Einwohnern als Zuflucht diente. Sie konnte gut verteidigt werden, da sie in südlicher Richtung durch das steil abfallende und felsige Tal der Spree begrenzt wird. Überreste des Walls sind noch heute erkennbar. Den Erzählungen nach soll ein unterirdischer Tunnel von der Schanze zum ehemaligen Rittergut in Doberschau existiert haben. Ob die Schanze mit dem 1007 erstmals erwähnten castellum Trebista identifiziert werden kann, ist umstritten. Auf dieser Erwähnung basierte die 1000-Jahr-Feier des Ortes im Jahr 2007.
In der Reformationszeit kam es zu einem langjährigen Streit um die Pfarrei Gaußig. Der Ort war im Besitz des katholischen Domstifts Bautzen, das Präsentationsrecht für die Pfarrstelle hatte aber der evangelische Pfarrer von Göda. Letzterer wurde vom sächsischen Kurfürsten unterstützt, zu dessen Gebiet Göda, nicht aber Gaußig, seit 1559 gehörte. Die Protestanten konnten sich schließlich in den 1560er Jahren endgültig durchsetzen.

### Eingemeindungen
| Ehemalige Gemeinde    | Datum      | Anmerkung                                               |
| --------------------- | ---------- | ------------------------------------------------------- |
| Arnsdorf              | 01.04.1936 | Eingemeindung nach Dretschen                            |
| Brösang               | 1840       | Eingemeindung nach Drauschkowitz                        |
| Cossern               | 1934       | Eingemeindung nach Naundorf                             |
| Diehmen               | 01.01.1973 | Eingemeindung nach Gaußig                               |
| Doberschau            | 01.01.1994 | Zusammenschluss mit Gnaschwitz zu Gnaschwitz-Doberschau |
| Drauschkowitz         | 01.01.1974 | Eingemeindung nach Gaußig                               |
| Dretschen             | 01.01.1974 | Eingemeindung nach Gaußig                               |
| Gaußig                | 01.01.1999 |                                                         |
| Gnaschwitz            | 01.01.1994 | Zusammenschluss mit Doberschau zu Gnaschwitz-Doberschau |
| Gnaschwitz-Doberschau | 01.01.1999 |                                                         |
| Golenz                | 01.04.1936 | Eingemeindung nach Gaußig                               |
| Grubschütz            | 01.07.1950 | Eingemeindung nach Doberschau                           |
| Günthersdorf          | 1935       | Eingemeindung nach Gaußig                               |
| Katschwitz            | 01.01.1974 | Eingemeindung nach Gaußig                               |
| Naundorf              | 01.01.1994 | Eingemeindung nach Gaußig                               |
| Preuschwitz           | 1936       | Eingemeindung nach Doberschau                           |
| Schlungwitz           | 01.04.1936 | Eingemeindung nach Doberschau                           |
| Techritz              | 01.04.1936 | Eingemeindung nach Gnaschwitz                           |
| Weißnaußlitz          | 1936       | Eingemeindung nach Gnaschwitz                           |
| Zockau                | 01.07.1950 | Eingemeindung nach Gaußig                               |

## Politik

### Gemeinderat
- Grüne: 1
- EWB: 2
- GS: 1
- FDP: 1
- CDU: 6
- AfD: 1

Die AfD kann vier Sitze nicht besetzen. Der Gemeinderat verkleinert sich entsprechend.
Nach der Gemeinderatswahl am 9. Juni 2024 verteilen sich die 12 Sitze (Normalgröße: 16 Sitze) des Gemeinderates folgendermaßen auf die einzelnen Gruppierungen:
- CDU: 6 Sitze
- AfD: 1 Sitz (vier Sitze bleiben mangels Kandidaten unbesetzt)
- Evangelisches Wahlbündnis: 2 Sitze
- Gaußiger Sportler (GS): 1 Sitz
- FDP: 1 (1) Sitz
- Bündnis 90/Die Grünen: 1 (1) Sitz

| Sitze                      | 2024   | 2024   | 2019   | 2019   | 2014   | 2014   |
| Sitze                      | Sitze  | in %   | Sitze  | in %   | Sitze  | in %   |
| -------------------------- | ------ | ------ | ------ | ------ | ------ | ------ |
| CDU                        | 6      | 35,7   | 5      | 31,8   | 8      | 45,0   |
| AfD                        | 1      | 30,8   | 1      | 21,5   | –      | –      |
| Evangelisches Wahlbündnis  | 2      | 13,6   | 3      | 16,2   | 2      | 12,8   |
| Gaußiger Sportler          | 1      | 8,3    | 2      | 11,9   | 2      | 16,8   |
| FDP                        | 1      | 5,9    | 1      | 7,4    | 1      | 8,2    |
| Grüne                      | 1      | 5,7    | 1      | 6,6    | –      | –      |
| WV Bürgerbewegung Naundorf | –      | –      | –      | 4,7    | 1      | 8,6    |
| Linke                      | –      | –      | –      | –      | 1      | 8,5    |
| Wahlbeteiligung            | 73,1 % | 73,1 % | 69,0 % | 69,0 % | 51,5 % | 51,5 % |

### Bürgermeister
Nachdem der langjährige Amtsinhaber Michael Schulze (CDU) sein Amt vor dem Ende der Wahlperiode niederlegte, waren 2016 Bürgermeisterwahlen nötig. Alexander Fischer (CDU), verfehlte bei 5 Kandidaten im ersten Wahlgang die absolute Mehrheit im ersten Wahlgang im März 2016 knapp. Im zweiten Durchgang mit 59,9 % der Stimmen wurde er dann gewählt. Die Wahlbeteiligung lag bei 49,8 %. Die nächste turnusmäßige Bürgermeisterwahl war am 19. März 2023. Amtsinhaber Alexander Fischer trat als einziger Kandidat an und wurde mit 98,1 % für weitere 7 Jahre Amtszeit wiedergewählt.
| Wahl | Bürgermeister     | Vorschlag | Wahlergebnis (in %) |
| ---- | ----------------- | --------- | ------------------- |
| 2023 | Alexander Fischer | CDU       | 98,1                |
| 2016 | Alexander Fischer | CDU       | 59,9                |
| 2013 | Michael Schulze   | CDU       | 95,2                |
| 2006 | Michael Schulze   | CDU       | 98,0                |

## Wirtschaft

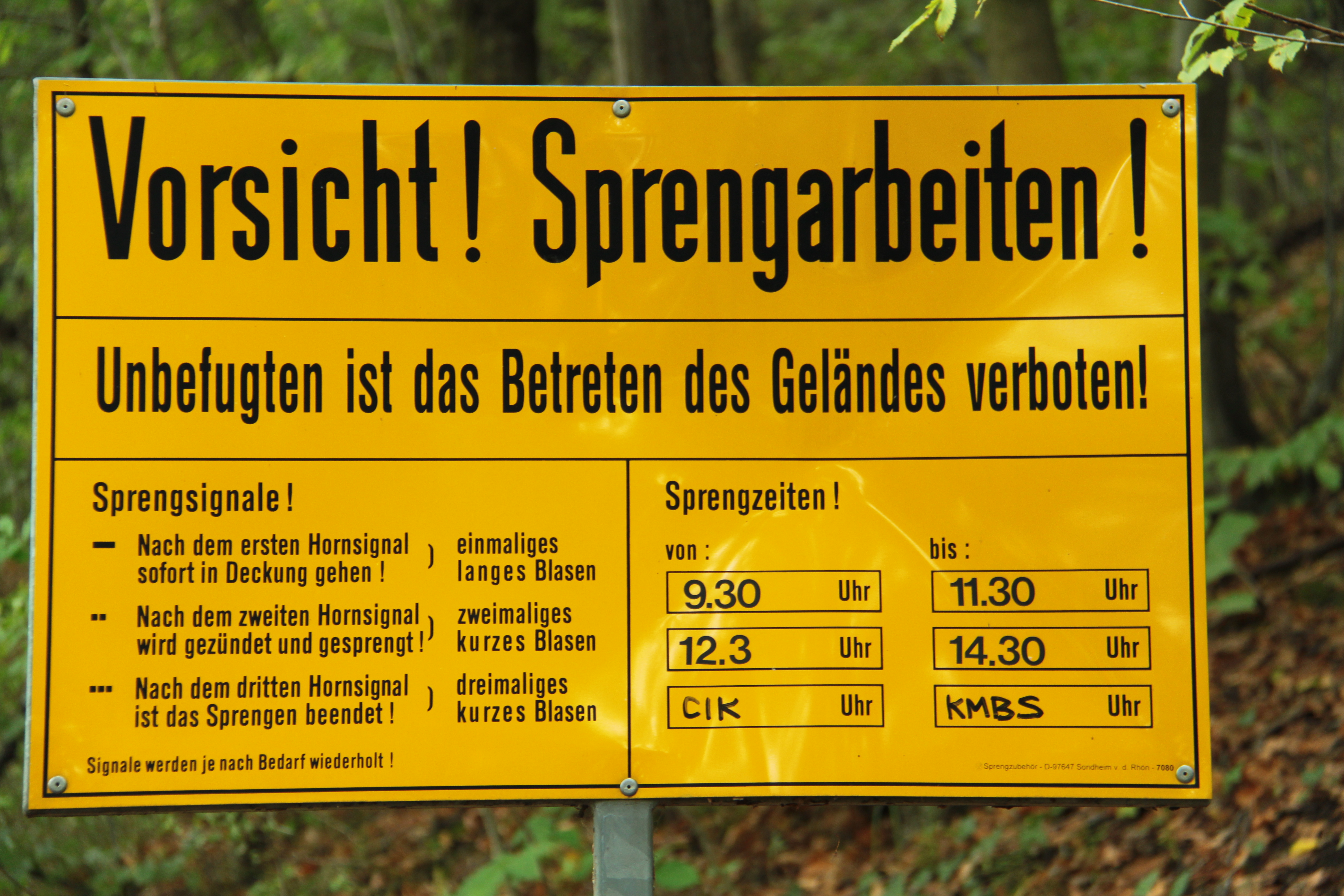
Warnschild am Betriebsgelände des Sprengstoffwerk Gnaschwitz

Bekannt ist der Ortsteil Gnaschwitz vor allem durch das Sprengstoffwerk Gnaschwitz, welches heute unter der Firmierung MAXAM Deutschland GmbH Sprengmittel für die zivile und militärische Nutzung in aller Welt herstellt. Hier wurden in den 1960er Jahren große unterirdische Anlagen in dem überwiegend aus Granit bestehenden Untergrund angelegt, in welchen die Produktion und Lagerung stattfand. Der VEB Sprengstoffwerk Gnaschwitz war bis 1990 Teil des Kombinats Synthesewerk.
Es kam zu mehreren Unfällen – meist durch menschliches Versagen – und die entstandenen Druckwellen breiteten sich im Spreetal kilometerweit aus. Zu Zeiten der DDR fanden jeden Mittwochnachmittag Tests der Sprengmittel auf dem Betriebsgelände statt, die weithin zu hören waren.
Im März 2023 ging der zurzeit größte Solarpark in Sachsen mit 42 MW Leistung ans Netz. Der Solarpark erstreckt sich über die Gemeinden Göda und Doberschau-Gaußig und wurde von der Firma Anumar (Sitz Ingolstadt) errichtet. Für dieses Solarkraftwerk musste ein eigenes Umspannwerk errichtet werden und erzeugt rechnerisch grünen Strom für 10.500 Haushalte.
Daneben gibt es mehrere landwirtschaftliche Großbetriebe, die aus den Landwirtschaftlichen Produktionsgenossenschaften (LPG) der DDR hervorgegangen sind.

## Vereine
- Sportverein Gaußig e. V.
- Sportverein Gnaschwitz-Doberschau e. V.
- Heimatverein Gaußig e. V.
- Kleingartenverein „Am Schwanenteich“ e. V. Gaußig

## Bildungseinrichtungen
- Evangelisches Schulzentrum Gaußig

- Evangelische Grundschule Gaußig
- Evangelische Oberschule Gaußig
- Evangelisches Gymnasium Gaußig (mit den Fachrichtungen Gesundheit- und Sozialwesen sowie Wirtschaftswissenschaften)

## Sehenswürdigkeiten

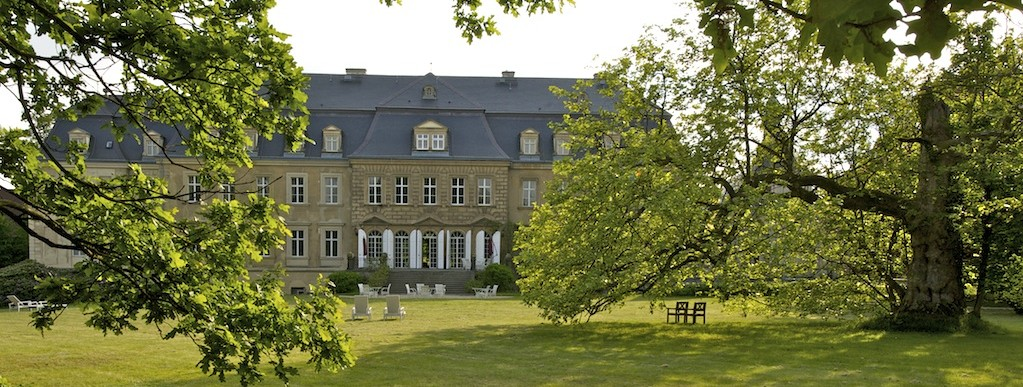
Schloss Gaußig (Hotel)

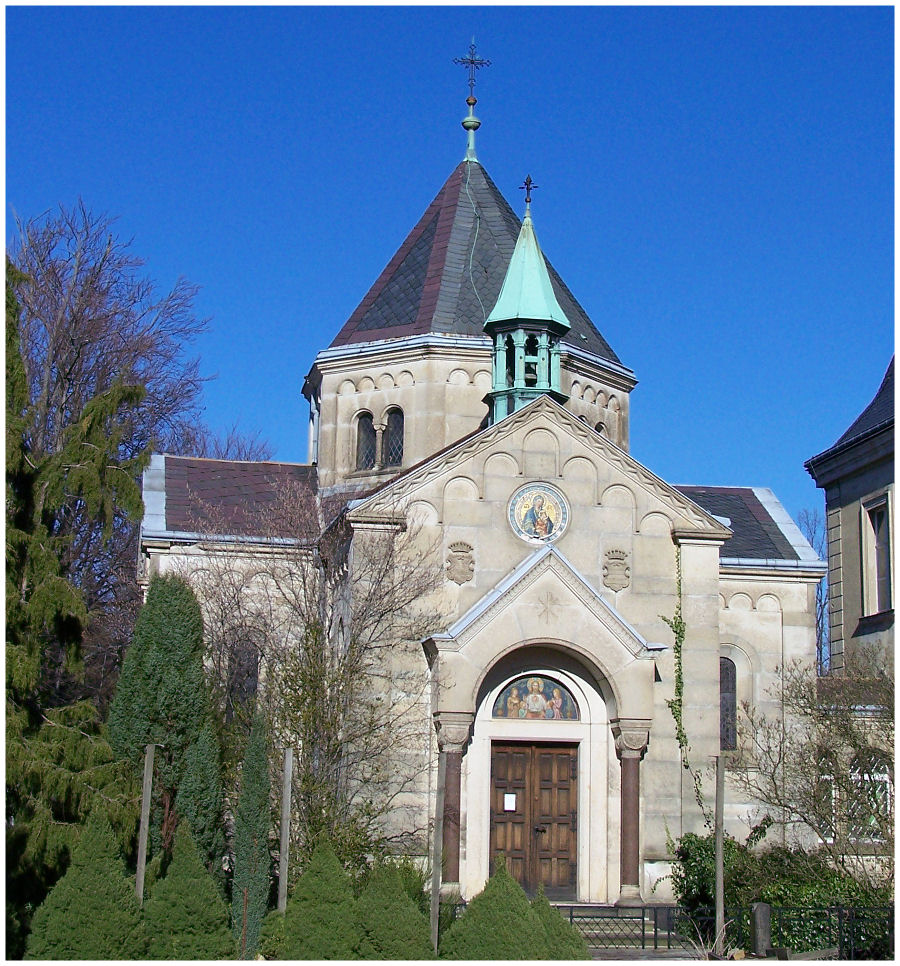
Kirche am Schlosspark

In Gaußig steht das Schloss Gaußig, ein palladianisch umformter Barockbau mit Rhododendrenpark. Das Schloss war bis 1945 in Besitz der Reichsgrafen Schall-Riaucour, im Zuge der Bodenreform wurden sie enteignet und nach Rügen in ein Sammellager deportiert. Nachdem das Schloss zu DDR-Zeiten als Ferienheim der Technischen Universität Dresden genutzt wurde, erfolgte danach seine Renovierung und private Nutzung, ab August 2008 auch als Schlosshotel. Der Park ist weiterhin zugänglich. Am Schloss befindet sich eine römisch-katholische Kapelle. Hier befand sich von 1895 bis 1998 der berühmte Flügelaltar von 1471, der sich ursprünglich in der hiesigen evangelischen Pfarrkirche befand, bis diese 1874 von Carl August Schramm umgebaut wurde. Da es keine Nachweise über eine Übereignung des Altars gab, holte der evangelische Pfarrer vor der Rückgabe des beweglichen Inventars an den nutzungsberechtigten früheren Eigentümer des Schlosses 1998 den Altar aus der katholischen Kapelle in die evangelische Kirche zurück.

### Naturschutz
- Siehe auch: Liste der Naturdenkmale in Doberschau-Gaußig

## Persönlichkeiten
- Marie Salome Simon (1824–1877), Mitbegründerin des Deutschen Roten Kreuzes Sachsen, geboren in Doberschau
- Michael Rostock (1821–1893), sorbischer Lehrer und Naturforscher in Dreschen, gestorben in Gaußig
- Herbert Gruhl (1921–1993), Politiker (CDU, Grüne, ÖDP) und Autor (Ein Planet wird geplündert), geboren in Gnaschwitz
- Gert Heidler (* 1948), Fußballspieler, u. a. DDR-Nationalmannschaft, Fußballtrainer, geboren in Drauschkowitz
- Bernd Stange (* 1948), Fußballtrainer verschiedener National- und Clubteams, geboren in Gnaschwitz